# Automeris ferrugineus
Automeris ferrugineus é uma espécie de mariposa do gênero Automeris, da família Saturniidae.